# جف اسکاینس
جف اسکاینس (انگلیسی: Geoff Skaines؛ زادهٔ ۸ ژوئن ۱۹۵۳) دوچرخه‌سوار اهل استرالیا است. وی در بازی‌های المپیک تابستانی ۱۹۷۶ شرکت کرده است.